# Парипса Михайло Сергійович
Миха́́йло Сергі́йович Пари́пса (15.11.1946, Росоша, Вінницька область — 4.04.2023, Павлодар, Казахстан) — голова Павлодарського обласного товариства української культури ім. Т. Г. Шевченка, голова асоціації «Українці Казахстану».

## Життєпис
Народився у Вінницькій області (Україна). 25 років працював головою обласної профспілки працівників державних установ Павлодарщини. 1992 року очолив українську громаду Павлодару, ставши ініціатором створення обласного товариства української культури ім. Т. Г. Шевченка. 1999 року обрано головою Асоціації «Українці Казахстану». 2010 року за його сприяння в місті з'явився ансамбль бандуристів «Чарівні струни».

## Нагороди
- заслужений працівник культури України (1997 рік)
- Відзнака Президента України — ювілейна медаль «25 років незалежності України» (22 серпня 2016) — за вагомий особистий внесок у зміцнення міжнародного авторитету Української держави, популяризацію її історичної спадщини і сучасних надбань та з нагоди 25-ї річниці незалежності України[1]
- нагрудний знак «За заслуги перед Павлодарською областю» (2012 рік)
- орден Української православної церкви (КП) Святого Архістратига Михаїла
- Почесна грамота папи римського Франциска (2016 рік)